# 한국프로농구 2015-16
2015-2016 KCC 프로 농구는 대한민국 프로농구 20번째 시즌이다. 총 10개 구단이 참여하며 2015년 9월 12일에 개막 하게 되며 팀당 54경기(라운드 로빈방식, 홈 27경기, 원정 27경기)를 치른다.

## 시즌 화제
- 이번 프로농구는 10월에 개막한 것과 달리 오는 9월 12일에 한 달 앞당겨 개막된다.
- 8월 5일에 승부조작혐의를 받던 안양 KGC인삼공사의 전창진감독이 자진사퇴하였다. 후임에는 김승기수석코치가 감독대행으로 임명되었다가 2016년 1월 1일부터 정식 감독으로 승격되었다.
- 전주 KCC 이지스의 홈경기인 12월 31일 모비스전, 2016년 1월 2일 전자랜드전, 1월 3일 kt전을 군산월명체육관에 개최하였고, 창원 LG 세이커스도  농구 저변확대를 위해 9월 23일 KGC인삼공사전을 화성종합경기타운 실내체육관에 개최한다.
- 9월 8일, 전현직 농구선수 12명(안재욱, 이동건, 오세근, 전성현, 김현민, 김현수, 김선형, 유병훈, 장재석, 함준후, 신정섭, 박성훈)이 불법 스포츠토토 도박 및 승부 조작혐의가 경찰조사 결과 밝혀졌다. 이중 현역선수 11명은 무기한 출전정지 처분을 받았다.
- 고양 오리온스가 고양 오리온 오리온스로 팀명을 변경하였다.
- 공인구가 스타(BB 207)에서 나이키(4005)로 교체한지 1년만에 나이키(4005)에서 몰텐(GL7X)으로 다시 교체되었다

## 제도 변화
- 용병선수 출전체한이 이전 시즌에는 모든 퀴터 1명 출전에서 1라운드까지는 동일하고, 2라운드부터 3라운드까지는 3쿼터 2명 출전으로, 4라운드부터 플레이오프까지는 2,3퀴터에 2명 출전으로 변경되었다.
- 2015 국내 신인선수 드래프트 지명된 선수는 다음 날인 10월 27일부터 투입이 가능하다.
- 정규리그 경기는 평일 오후 7시에 개최하기로 했으며, 주말 및 공휴일 경기는 오후 2시, 4시, 6시로 나누어 개최하기로 했다.
- 언스포츠맨 파울, 쿼터 2분전 경기시간, 하프타임 시간, 재정신청 방식 및 비디오 판독 규칙이 변경되면, 하프타임은 기존 15분에서 12분으로 줄인다.

## 구단별 캐치프레이즈 (슬로건)
- 울산 모비스 피버스 : WE ARE LEGEND
- 전주 KCC 이지스 : BRAVO KCC!
- 원주 동부 프로미 : 동부산성 시즌 2 : 슈퍼노바의 시대
- 안양 KGC인삼공사 : KGC, 신화를 다시 쓰다
- 고양 오리온 오리온스 : FAN FUN FIGHTING V2gether
- 서울 SK 나이츠 : ONE TEAM KNIGHTS ONE DREAM V2!
- 서울 삼성 썬더스 : 챔피언을 향해! GO THUNDERS!
- 서울 SK 나이츠 : ONE TEAM KNIGHTS ONE DREAM V2!
- 창원 LG 세이커스 : The dream SAKERS, CHAMPION!!
- 부산 케이티 소닉붐 : 폭발적인 공격본능 kt sonicboom
- 인천 전자랜드 엘리펀츠 : 또 한번의 감동을 위해 그들의 열정이 시작된다

## 선수 이적

### 자유 계약
- 문태영 (울산 모비스 피버스 → 서울 삼성 썬더스)
- 이승준 (원주 동부 프로미 → 서울 SK 나이츠)
- 신정섭 (원주 동부 프로미 → 울산 모비스 피버스)
- 신윤하 (서울 SK 나이츠 → 부산 kt 소닉붐)
- 전태풍 (부산 kt 소닉붐 → 전주 KCC 이지스)
- 원하준 (인천 전자랜드 엘리펀츠 → 원주 동부 프로미)
- 박태양 (서울 SK 나이츠 → 창원 LG 세이커스)

### 사인&트레이드
- 정재홍 (인천 전자랜드 엘리펀츠 → 고양 오리온 오리온스)
- 문태종 (창원 LG 세이커스 → 고양 오리온 오리온스)
- 차재영 (서울 삼성 썬더스 → 인천 전자랜드 엘리펀츠)

### 재계약
- 기승호 (창원 LG 세이커스)
- 강병현 (안양 KGC인삼공사)
- 이현호 (인천 전자랜드 엘리펀츠)
- 윤호영 (원주 동부 프로미)
- 하승진 (전주 KCC 이지스)
- 박성훈 (서울 삼성 썬더스)

### 임대 복귀
- 김태형 (인천 전자랜드 엘리펀츠 → 서울 삼성 썬더스)

### 해외 진출
- 김지완 (인천 전자랜드 엘리펀츠 → 히네브라 산미구엘 (필리핀 리그))(이후 6월 28일 원 소속팀으로 복귀)

### 군 입대
- 이대성(울산 모비스 피버스)
- 성재준.임승필.임종일(고양 오리온 오리온스)
- 김시래.배병준.이관기(창원 LG 세이커스)
- 박경상(전주 KCC 이지스)
- 박병우(원주 동부 프로미)
- 이원대.최현민.윤이규(안양 KGC인삼공사)
- 김건우.최부경(서울 SK 나이츠)
- 차바위(인천 전자랜드 엘리펀츠)
- 김승원(부산 케이티 소닉붐)
- 조준희.조한수(서울 삼성 썬더스)

### 트레이드

#### 시즌 전
- 안양 KGC 인삼공사 (장민국) ↔ 서울 삼성 썬더스 (유성호)
- 부산 kt 소닉붐 (오용준) ↔ 서울 SK 나이츠 (박상오)
- 서울 삼성 썬더스 (이정석, 이동준) ↔ 서울 SK 나이츠 (주희정, 신재호)
- 창원 LG 세이커스 (문태종) ↔ 고양 오리온 오리온스 (1라운드 지명권)
- 서울 삼성 썬더스 (차재영) ↔ 인천 전자랜드 엘리펀츠 (무상 트레이드)

#### 시즌 중
- 전주 KCC 이지스 (리카르도 포웰) ↔ 인천 전자랜드 엘리펀츠 (허버트 힐)

### 영입
- 백인선 (창원 LG 세이커스 → 울산 모비스 피버스)

## 2014~2015 시즌 종료 후 FA 자격을 얻은 선수
- 은퇴 : 김동우, 김지웅, 노경석, 박종천
- 원주  동부 프로미 : 신정섭, 윤호영, 이승준
- 울산 모비스 피버스 : 문태영
- 서울 삼성 썬더스 : 이동준, 이정석
- 서울 SK 나이츠 : 김건우, 김용우, 박태양
- 창원 LG 세이커스 : 문태종, 기승호, 박래윤
- 인천 전자랜드 엘리펀츠 : 이현호, 원하준
- 전주 KCC 이지스 : 김효범, 이진혁, 하승진
- 안양 KGC인삼공사 : 강병현, 김보현, 정휘량, 최지훈
- 부산 kt 소닉붐 : 김경수, 전태풍

## 정규 시즌 순위
| 순위 | 팀                     | 경기수 | 승 | 패 | 승률  | 연속 | 승차 | 플레이오프  | 비고                          |
| ---- | ---------------------- | ------ | -- | -- | ----- | ---- | ---- | ----------- | ----------------------------- |
| 1    | 전주 KCC 이지스        | 54     | 36 | 18 | 0.660 | 12승 | -    | 4강 PO 진출 | VS 울산 모비스 상대 전적 우세 |
| 2    | 울산 모비스 피버스     | 54     | 36 | 18 | 0.660 | 5승  | -    | 4강 PO 진출 | VS 전주 KCC 상대 전적 열세    |
| 3    | 고양 오리온 오리온스   | 54     | 32 | 22 | 0.604 | 1패  | 4.0  | 6강 PO 진출 |                               |
| 4    | 안양 KGC인삼공사       | 54     | 30 | 24 | 0.566 | 3패  | 6.0  | 6강 PO 진출 |                               |
| 5    | 서울 삼성 썬더스       | 54     | 29 | 25 | 0.547 | 1패  | 7.0  | 6강 PO 진출 |                               |
| 6    | 원주 동부 프로미       | 54     | 26 | 28 | 0.472 | 1승  | 10.0 | 6강 PO 진출 |                               |
| 7    | 부산 kt 소닉붐         | 54     | 23 | 31 | 0.415 | 1승  | 13.0 | 진출실패    |                               |
| 8    | 창원 LG 세이커스       | 54     | 21 | 33 | 0.396 | 1패  | 15.0 | 진출실패    |                               |
| 9    | 서울 SK 나이츠         | 54     | 20 | 34 | 0.358 | 1승  | 16.0 | 진출실패    |                               |
| 10   | 인천 전자랜드 엘리펀츠 | 54     | 17 | 37 | 0.321 | 2패  | 19.0 | 진출실패    |                               |

## 플레이오프
| 홈팀(정규시즌 순위)       | 원정팀(정규시즌 순위)     | 결과               | 비고           |
| ------------------------- | ------------------------- | ------------------ | -------------- |
| 안양 KGC인삼공사(4위)     | 서울 삼성 썬더스(5위)     | 3:1 KGC인삼공사 승 | 6강 플레이오프 |
| 고양 오리온 오리온스(3위) | 원주 동부 프로미(6위)     | 3:0 오리온 승      | 6강 플레이오프 |
| 전주 KCC 이지스(1위)      | 안양 KGC인삼공사(4위)     | 3:1 KCC 승         | 4강 플레이오프 |
| 울산 모비스 피버스(2위)   | 고양 오리온 오리온스(3위) | 0:3 오리온 승      | 4강 플레이오프 |
| 전주 KCC 이지스(1위)      | 고양 오리온 오리온스(3위) | 2:4 오리온 승      | 챔피언결정전   |

| KBL                                             | KBL                                             | KBL                                             |
| ----------------------------------------------- | ----------------------------------------------- | ----------------------------------------------- |
| 이전 대회                                       | 2015-2016 KCC 프로 농구 (2015.9.12 ~ 2016.3.29) | 다음 대회                                       |
| 2014-2015 KCC 프로 농구 (2014.10.11 ~ 2015.4.4) | 2015-2016 KCC 프로 농구 (2015.9.12 ~ 2016.3.29) | 2016-2017 KCC 프로 농구 (2016.10.22 ~ 2017.5.2) |